# Synchronisation d'Einstein
La synchronisation d'Einstein (ou la synchronisation d'Einstein-Poincaré) est une convention de synchronisation d'horloges distantes et fixes dans un référentiel galiléen, au moyen d'échanges de signaux, dans le cadre de la relativité restreinte ou dans celui de la relativité générale.
Deux horloges, identiques, distantes et immobiles dans un référentiel inertiel, sont dites synchronisées quand l'observateur, se plaçant à l'une qui marque le temps t, voit que l'autre affiche le temps t - dt où dt est le temps de transport de l'information entre les deux horloges (l'information parvenant à l'horloge au temps t est partie dt avant de l'autre horloge). En relativité restreinte, en transmettant l'information en ligne droite, dt = distance/c où « distance » est la longueur physique du segment qui va d'une horloge à l'autre et c est la vitesse maximale possible, qui est identique dans tous les référentiels (et est celle de la lumière en fait).
La procédure de synchronisation vise essentiellement, dans un premier temps, à connaitre le temps de transmission de l'information entre les deux horloges (par exemple au moyen d'une mesure du temps d'un aller-retour de la lumière dont la vitesse est la vitesse maximale possible, et identique dans tous les référentiels inertiels et dans toutes les directions), puis, dans un deuxième temps, à régler une des deux horloges sur l'autre au moyen d'une information transmise par la lumière et tenant compte du décalage temporel entre son émission et sa réception. L'immobilité relative des deux horloges, l'homogénéité et l'isotropie de l'espace garantissent qu'elles resteront synchronisées au cours du temps.
Cette synchronisation permet d'avoir une horloge de référence dans chaque référentiel inertiel, et de dater tous les événements. Mais la distance et la transmission non-instantanée des informations obligent que ces dernières soient traitées en différé par l'observateur.
Cette synchronisation a été décrite notamment dans l'article séminal de la relativité restreinte d'Albert Einstein en 1905, Sur l'électrodynamique des corps en mouvement.

## Synchronisation des horloges
Il existe de nombreuses procédures de synchronisation équivalentes, fondées sur l'hypothèse de la relativité restreinte que la vitesse de la lumière est une constante universelle, égale dans toutes les directions et dans tous les référentiels, et utilisant des signaux lumineux.
Une étant : on convient que deux horloges identiques et immobiles dans un référentiel inertiel, donc l'une par rapport à l'autre, sont synchronisées si, plaçant une source lumineuse à égale distance des deux horloges, les horloges indiquent la même heure, vue de la source, quand elles sont atteintes par le flash lumineux,. L'immobilité des horloges, l'une par rapport à l'autre, fait qu'elles restent synchronisées au cours du temps.
Une autre procédure, équivalente et plus proche de la définition originale d'Einstein, consiste pour une horloge {\displaystyle H_{S}} à synchroniser à émettre un flash lumineux vers une horloge de référence {\displaystyle H_{R}}. Le flash lumineux, réfléchi immédiatement par {\displaystyle H_{R}}, revient à {\displaystyle H_{S}} au bout d'un temps {\displaystyle T}, mesuré par {\displaystyle H_{S}}. Pour synchroniser {\displaystyle H_{S}}, il suffit de la régler à l'heure reçue de {\displaystyle H_{R}}, à laquelle on ajoute {\displaystyle {\frac {T}{2}}} qui est le temps de transport de l'information par la lumière.
Ces procédures fondées sur des signaux évitent le déplacement des horloges et les problèmes associés de dilatation du temps qui affectent la marche des horloges et leur synchronisation, notamment du fait des accélérations nécessaires pour la mise en mouvement, accélérations dont les effets sont mal gérés par la relativité restreinte.
On peut ainsi définir la synchronisation, de proche en proche, d'un ensemble d'horloges et donc définir un concept de simultanéité en tout point d'un référentiel inertiel. "Être synchronisé à" est une relation d'équivalence et la classe d'équivalence correspondante est le "temps t du référentiel R" dans lequel les horloges sont immobiles. Plus précisément, la synchronisation d'Einstein possède les propriétés suivantes :
- la synchronisation est réflexive : toute horloge est synchronisée avec elle-même.
- la synchronisation est symétrique : si une horloge A est synchronisée avec une horloge B, alors l'horloge B est synchronisée avec l'horloge A.
- la synchronisation est transitive : si une horloge A est synchronisée avec une horloge B, et que celle-ci est synchronisée avec une horloge C, alors l'horloge A est synchronisée avec l'horloge C.

### Synchronisation d'horloges appartenant à deux référentiels

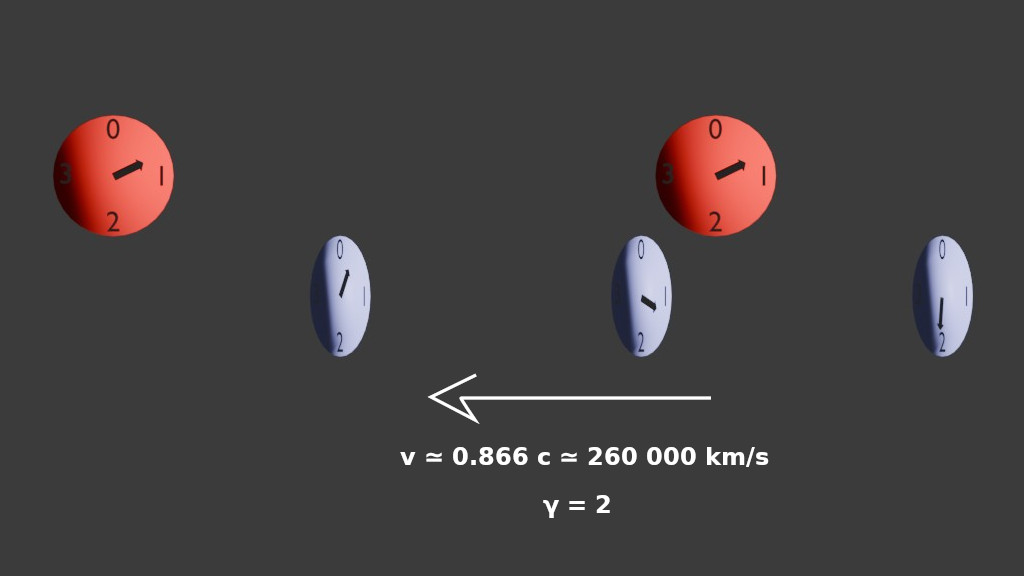
Désynchronisation des horloges en mouvement

Les procédures de synchronisation étant fondées sur la vitesse de la lumière, invariante par changement de référentiel inertiel, elles ne dépendent pas du référentiel choisi. La synchronisation de deux horloges de deux référentiels distincts, c'est-à-dire en mouvement l'une par rapport à l'autre, n'a pas de sens car le phénomène de dilatation temporelle affecte les horloges, faisant qu'elles n'évoluent pas au même rythme. La synchronisation par échange de signaux ne fonctionne que pour des horloges en repos l'une par rapport à l'autre.
Même sans prendre en compte les phénomènes de dilatation temporelle, si on considère à un instant un ensemble d'horloges synchronisées par la procédure d'Einstein dans un référentiel galiléen, elles seront observées comme désynchronisées à partir d'un autre référentiel galiléen, et réciproquement. Plus précisément, si deux horloges sont synchronisées et séparées par une distance D dans leur référentiel, elles seront observées avec un décalage temporel de {\displaystyle T={\frac {Dv}{c^{2}}}} par un observateur évoluant sur la ligne reliant les deux horloges avec une vitesse {\displaystyle v} par rapport à celles-ci.
Il ne s'agit pas là d'un phénomène optique ou d'une limitation de la procédure de synchronisation : les deux référentiels possèdent une notion fondamentalement différente de la notion de simultanéité des événements; il s'agit de la relativité de la simultanéité.

### Vitesse de la lumière et synchronisation
Une critique est parfois adressée à cette procédure : on vérifie expérimentalement que l'égalité de la vitesse de la lumière entre un point A et un point B est la même que entre le point B et le point A, en mesurant la vitesse de la lumière dans chaque sens. Or, la détermination de la vitesse de la lumière dans un seul sens (sans réflexion) n'est possible qu'en possédant des horloges synchronisées aux points A et B. Donc cette définition serait circulaire, car reposant sur une hypothèse présupposant la conclusion.
Selon Peter Hrasko, cet argument est fallacieux car on peut synchroniser deux horloges entre elles sans utiliser de la lumière comme transport d'information, par contact entre elles et des procédures de déplacements identiques. On peut imaginer deux horloges HA et HB, synchronisées au même endroit O, au centre de A et B, et transportées aux points A et B de manière symétrique, sur une ligne droite, en subissant très précisément les mêmes accélérations aux mêmes moments (par rapport à leur temps local). Ces changements d'accélération n'ont pas à être télécommandés, mais sont le fruit d'une commande locale, comme un programme informatique synchronisé sur l'horloge locale par exemple.
En revanche, cette procédure de "déplacement synchrone" d'horloges ne peut pas être utilisée pour définir le temps, ou la simultanéité, dans un référentiel (ce que peut faire la synchronisation d'Einstein). En effet, si on définit le temps t dans un référentiel par un ensemble d'horloges virtuelles synchronisées indiquant un temps en chaque point de l'espace, les deux horloges, appartenant à S au départ, n'y appartiennent plus à leur arrivée pour avoir été en mouvement par rapport aux horloges de S. Une véritable procédure de synchronisation doit faire en sorte que les horloges distantes soient dans S après synchronisation.
Il existe une autre procédure de synchronisation (celle-ci permettant de définir la simultanéité) ne reposant pas sur la constance de la vitesse de la lumière, dite par "transport lent d'horloges". Les horloges sont déplacées avec une accélération et une vitesse asymptotiquement nulle. Mais elle est moins satisfaisante car elle prend un temps asymptotiquement infini et ne permet jamais une équivalence stricte. Toutefois, cette méthode donne - à la limite - des résultats identiques à la synchronisation d'Einstein, et permet de justifier ses différentes hypothèses.

## En relativité générale
Vouloir synchroniser les horloges d'un référentiel en relativité générale, sans plus de précision, revient à vouloir synchroniser des horloges réparties dans un référentiel quelconque par la même méthode qu'en relativité restreinte. Dans le cas général, ce n'est réalisable que dans un volume infiniment petit ou le long d'une courbe ouverte, mais pas le long d'une courbe fermée car un tour complet de cette courbe induit une différence de synchronisation de la même manière que le transport parallèle le long d'une boucle fermée induit un déplacement du vecteur tangent initial. Ces difficultés font que la datation des événements un peu éloignés de l'observateur est délicate (tout comme la détermination des coordonnées spatiales) : la datation est liée au système de coordonnées conventionnellement choisi, déterminer le temps propre d'un corps éloigné de l'observateur nécessite d'avoir de nombreuses informations sur le champ de gravitation et sur son évolution, et la notion de simultanéité n'est pas transitive (Si A et B sont des événements simultanés, et que B et C aussi, alors A et C ne le sont pas, en général).
Ces limitations ne sont pas dues à l'espace-temps mais au choix du référentiel : pour que les horloges soient synchronisables, il faut que dans la métrique {\displaystyle ds^{2}=g_{ij}.dx^{i}.dx^{j}} on ait {\displaystyle g_{01}=g_{02}=g_{03}=0}. Par exemple, en tout point de l'espace il est possible de choisir un référentiel synchrone, où la coordonnée temps correspond au temps propre en chaque point de l'espace, les lignes du temps en chaque point de l'espace sont des géodésiques de l'espace-temps et les équations d'Einstein sont un peu simplifiées.

## Présentation en 1905 par Einstein
Einstein, dans son article de 1905, s'exprime ainsi :
« Si un observateur stationne en A avec une horloge, il lui est possible d'estimer le temps des évènements apparaissant dans le voisinage immédiat de A, en regardant la position des aiguilles de l'horloge, qui sont synchrones avec l'évènement. Si un observateur est stationné en B avec une horloge, — nous pouvons supposer que l'horloge est de même modèle que celle de A, — il peut estimer le temps des évènements apparaissant au voisinage de B. Mais sans autre hypothèse, il n'est pas possible de comparer, tant que le temps est concerné, les évènements apparaissant en B avec ceux de A. Nous avons donc un temps-A et un temps-B, mais pas de temps commun à A et à B. Ce temps commun peut être défini si nous disons que par définition le temps que met la lumière  pour aller de A à B est le même que le temps mis par la lumière  pour aller de B à A. Par exemple un rayon de lumière émis de A au temps-A, {\displaystyle t_{A}}, vers B arrive et est réfléchi en B au temps-B, {\displaystyle t_{B}}, et revient en A au temps-A, {\displaystyle t_{A}'}. Par définition, les deux horloges sont synchronisées si {\displaystyle t_{B}-t_{A}=t_{A}'-t_{B}.}
Nous supposons que cette définition du synchronisme est possible sans provoquer aucune inconsistance, pour tout nombre de points ; les relations suivantes en résultent:
- 1. Si l'horloge en B est synchrone avec l'horloge en A, alors l'horloge en A est synchrone avec l'horloge en B.

- 2. Si l'horloge en A ainsi que l'horloge en B sont toutes les deux synchrones avec l'horloge en C, alors les horloges en A et B sont synchrones.

Donc avec l'aide de certaines expériences physiques, nous avons établi ce que nous entendons  quand nous parlons d'horloges au repos en différents endroits, et synchrones avec une autre ; et par conséquent nous sommes arrivés à une définition du synchronisme et du temps.
En accord avec l'expérience nous supposerons que le rapport
{\displaystyle {\frac {2AB}{t_{A}'-t_{A}}}=c} où {\displaystyle c} est une constante universelle.
Nous avons défini le temps essentiellement avec une horloge au repos dans un repère stationnaire. En raison de cette dépendance au repère stationnaire, nous dirons que le temps défini de cette manière est « le temps du repère stationnaire ». »